# Балка Кисельова
Балка Кисельова, Киселева — балка (річка) в Україні у Донецькому районі Донецької області. Ліва притока річки Грузької (басейн Азовського моря).

## Опис
Довжина балки приблизно 4,05 км, найкоротша відстань між витоком і гирлом — 3,77 км, коефіцієнт звивистості річки — 1,07. Формується декількома загатами.

## Розташування
Бере початок у селищі Грабське. Тече переважно на північний захід і у селищі Грузько-Ломівка впадає в річку Грузьку, ліву притоку річки Кальміусу.

## Цікаві факти
- Від витоку балки на північно-східній стороні на відстані приблизно 2,30 км пролягає автошлях Т 0507[3] (автомобільний шлях територіального значення у Донецькій області. Пролягає територією Донецької, Макіївської та Харцизької міськрад, а також територією Амвросіївського району через Донецьк — Макіївку — Харцизьк — Іловайськ — Амвросіївку — Успенку (пункт контролю). Загальна довжина — 62,5 км).